# Совкомбанк страхование
Страховая компания «Совкомбанк страхование» — универсальная страховая компания, ранее входила в группу «КИТ Финанс», затем в международную страховую группу Liberty Mutual, с 2020 года — дочерняя компания «Совкомбанка». Головной офис расположен в Санкт-Петербурге.
Регистрационный номер в государственном реестре страховых организаций — 1675. Действующие лицензии (выданы Банком России 14 октября 2021 года):
- СИ № 1675 — добровольное имущественное страхование;
- СЛ № 1675 — добровольное личное страхование (кроме страхования жизни);
- ПС № 1675 — перестрахование;
- ОС № 1675-03 — ОСАГО;
- ОС № 1675-04 — Обязательное страхование гражданской ответственности владельца опасного объекта;
- ОС № 1675-05 — Обязательное страхование гражданской ответственности перевозчика[8].

## История
Компания основана в Санкт-Петербурге в 1993 году, фирменное наименование ОАО СК «Класс». В 2008 году компанию приобрел инвестиционный банк «КИТ Финанс», изменив наименование страховщика на «КИТ финанс страхование». В 2012 году 99,99 % акций ОАО «КИТ Финанс Страхование» приобрела международная страховая группа Liberty Mutual.
В феврале 2013 года компания «КИТ финанс страхование» изменила наименование на «Либерти Страхование», а также провела кампанию по ребрендингу, взяв себе в качестве логотипа логотип материнской компании.
В феврале 2020 года компания была приобретена «Совкомбанком» и переименована в «Совкомбанк страхование».

## Деятельность
Уставный капитал компании летом 2021 года был увеличен с 0,6 до 1,6 млрд руб. Осенью того же года Банк России зарегистрировал дополнительный выпуск обыкновенных акций компании, что стало следующим этапом увеличения её уставного капитала. Завершить размещение акций планируется в 2022 году, уставный капитал компании после завершения размещения вырастет на 1,5 млрд руб и составит 3,1 млрд руб.
Компания развивает 4 основных направления бизнеса — прямое страхование, корпоративный бизнес, банкострахование и личные виды страхования. В 2008 году, после приобретения страховщика группой «КИТ Финанс», компания объявила, что делает ставку на прямые розничные продажи через контакт-центр и интернет
.
Бизнес-модель строилась с учетом европейского опыта прямых продаж страховых услуг. В настоящее время «Совкомбанк страхование» продает с использованием схемы прямых продаж полисы ОСАГО, каско, страхования имущества, выезжающих за рубеж.
«Либерти страхование» первой в России разработала и предложила частным клиентам продукт по страхованию персональной гражданской ответственности физических лиц. Действие полиса распространяется на ответственность граждан за причинение ими вреда жизни, здоровью и имуществу третьих лиц.
Весной 2021 года компания «Совкомбанк страхование» переехала в новый офис в Санкт-Петербурге, договор аренды которого стал в том году крупнейшей сделкой на питерском офисном рынке.

### Показатели деятельности
Страховые сборы в 2020 году составили 6,5 млрд руб., выплаты — 2,2 млрд руб. Наибольший объем премий «Совкомбанк страхование» в 2020 году обеспечили продажи каско — 1 600 млн рублей, ОСАГО — 1 214 млн рублей, ДМС — 824 млн рублей. Наивысшую динамику в 2020 году продемонстрировали страхование от несчастных случаев (▲ 134 %) и ОСАГО (▲ 60 %).
В 2021 году страховые премии компании составили 15,1 млрд руб (рост более чем в 3 раза год к году), страховые выплаты — 3,2 млрд руб, компания заняла 21-е место в общем рэнкинге страховых компаний России по объёмам собранных страховых премий.

### Рейтинги и рэнкинги
Рейтинговое агентство АКРА присвоило в 2020 году АО «Совкомбанк страхование» рейтинговую оценку A(RU) со стабильным прогнозом, в 2021 году рейтинг был повышен до A+(RU), а затем до AA-(RU). В 2023 году рейтинг был повышен AA(RU), подтвержден в 2024 и 2025 годах.
Рейтинговое агентство «Эксперт РА» в 2013 году присвоило компании рейтинговую оценку A+ (II), в 2017 году рейтинг был повышен до A++, а затем преобразован в ruAA+. В 2020 году рейтинг был понижен до  ruA, затем повышен до ruA+. В 2021 году рейтинг был повышен до ruAA и ежегодно подтверждается (2022-2025).
В рэнкинге самых надёжных страховых компаний РФ, составленном журналом Forbes в 2021 году, компания «Совкомбанк страхование» вошла во вторую группу надёжности и заняла 22-е место, а среди компаний, занимающихся имущественным страхованием — 13-е место.

### Перестрахование
Партнеры «Совкомбанк страхование» по перестрахованию (на начало 2022 года) — РНПК, Ганноверское перестраховочное общество (Hannover Re), Кельнское перестраховочное общество (GenRe), Партнер Ре (Partner Re), Перестраховочное общество СКОР (SCOR), Liberty Mutual Insurance Company.

### Филиальная сеть
Компания приступила к построению филиальной сети в 2011 году. Филиалы и представительства «Совкомбанк страхование» работают (на апрель 2022 года) в Москве, Санкт-Петербурге, Иркутске, Красноярске, Нижнем Новгороде, Новосибирске, Уфе, Екатеринбурге, Волгограде, Воронеже, Казани, Саратове, Челябинске, Краснодаре, Тюмени, Перми, Ростове-на-Дону, Тосно.

### Членство в ассоциациях и союзах
- Всероссийский союз страховщиков (ВСС) (с 2007 года)
- Российский союз автостраховщиков (РСА) (с 2003 года)
- Национальный союз страховщиков ответственности (НССО) (с 2012 года)
- Российский союз туристской индустрии (РСТ) (с 2010 года)
- Санкт-Петербургская общественная организация «Ассоциация работников туристско-экскурсионных предприятий» (с 1999 года)[28]

## Достижения и награды
Компания — лауреат премии «Финансовая элита России»:
- 2020 год — в номинации «Динамика развития»[29];
- 2013 год — в номинации «Клиентский сервис»[30];
- 2012 год — в номинации «Клиентский сервис»[31];
- 2011 — в номинации «Безупречная репутация»[32];
- 2010 — в номинации «Динамика развития».

## Собственники и руководство
99,99 % акций принадлежит «Совкомбанку».
Генеральный директор компании — Игорь Феликсович Лаппи.